# Młodzi groźni
Młodzi i groźni (franc. Le péril jeune) – francuski film z 1994 roku w reżyserii Cédrika Klapischa.

## Opisy filmu
Dziesięć lat po ukończeniu liceum, czworo kumpli: Momo, Léon, Alain i Bruno spotykają się w szpitalu by wesprzeć na duchu swoją przyjaciółkę Sophie, która wkrótce ma urodzić dziecko. Ojciec dziecka, ich najlepszy przyjaciel Tomasi, miesiąc wcześniej umarł z przedawkowania narkotyku. Przyjaciele dziewczyny rozpamiętują z nostalgią szkolne czasy.

## Obsada
- Romain Duris - Tomasi
- Vincent Elbaz - Alain Chabert
- Joachim Lombard - Leon
- Julie-Anne Roth - Marie
- Élodie Bouchez - Sophie
- Julien Lambroschini - Bruno
- Hélène de Fougerolles - Christine
- Antoine Chappey
- Hélène Médigue - nauczycielka biologii
- Nicolas Koretzky - Maurice "Momo" Zareba
- Lisa Faulkner - Barbara
- Caroline Damiens
- Jacques Marchand - Moroni
- Christine Sandre - nauczycielka angielskiego
- Nathalie Krebs - nauczycielka filozofii
- François Tumarkine - nauczyciel historii i geografii

## Ścieżka dźwiękowa[1]
1. "I'm going home" Ten Years After
2. "Move over" Janis Joplin
3. "Les voyages" Barbara
4. "Love me baby" Sheila
5. "The Wind Cries Mary" Jimi Hendrix
6. "Born to be wild" Steppenwolf
7. "Mamy blue" Joël Daydé
8. "1983... A Merman I shoud turn to Be" Jimi Hendrix
9. "Il y a du soleil sur la France" Stone et Charden
10. "San Francisco" Maxime Le Forestier
11. "Suzanne" Leonard Cohen